# Энтолома шерстистоногая
Энтоло́ма шерстистоно́гая (лат. Entolóma lanuginosípes) — вид грибов семейства энтоломовые (Entolomataceae).
Синонимы:
- Nolanea crassipes Velen., 1921

## Биологическое описание
- Шляпка 2—3,5 см в диаметре, у молодых грибов конической формы, затем раскрывается до плоско-выпуклой, обычно с небольшим бугорком в центре, в ровным краем, гигрофанная, ворсистая, окрашена в медово-жёлтые или светло-коричневые тона, при высыхании выцветает до светло-жёлтой или розоватой.
- Мякоть бледная, плотная, со слабыми мучнистыми, кисловатыми или травяными запахом и вкусом.
- Гименофор пластинчатый, пластинки довольно редкие, приросшие к ножке, с нисходящими на неё зубцами или почти свободные от неё, с неровным краем, с розоватым оттенком.
- Ножка 8—9 см длиной и 0,2—0,3 см толщиной, более или менее ровная, слабо расширяющаяся в основании, по всей поверхности бархатистая, светло-жёлтого цвета, с серебристо-серыми полосками, в основании с булым опушением. Кольцо отсутствует.
- Споровый порошок светло-розового цвета. Споры 8,5—12,5×7—10 мкм, угловатые. Базидии четырёхспоровые, с пряжками, 30—58×9—17 мкм. Цистиды отсутствуют. Кутикула шляпки — тонкий кутис, состоящий из узких цилиндрических гиф до 11 мкм толщиной[1].

Считается несъедобным грибом.

## Ареал и экология
Entoloma lanuginosipes широко распространена по всей Европе. Произрастает одиночно или группами в траве во влажных хвойных и лиственных лесах, на более или менее кислых почвах.

## Сходные виды
- Entoloma cetratum (Fr.) M.M.Moser, 1978
- Entoloma cuneatum (Bres.) M.M.Moser, 1978
- Entoloma testaceum (Bres.) Noordel., 1987